# Wilhelmina Amalia de Brunswick-Lüneburg
Wilhelmine Amalia de Brunswick-Lüneburg (n. 21 aprilie 1673, Hanovra, Principality of Calenberg⁠(d) – d. 10 aprilie 1742, Viena, Monarhia Habsburgică) a fost împărăteasă a Sfântului Imperiu Roman ca soție a împăratului Iosif I.

## Primii ani
Wilhelmine Amalia a fost fiica cea mică a lui Johann Frederic, Duce de Brunswick-Lüneburg și a soției acestuia, Benedicta Henrietta de Wittelsbach. Surorile ei au fost Charlotte Felicitas, care s-a căsătorit cu Ducele de Modena, și Henriette Marie, care nu s-a căsătorit niciodată.
Wilhelmina a primit o educație catolică primită de la mătușa ei, Louise Holladine, la mănăstirea Maubuisson, și nu s-a întors la Hanovra până la vârsta de 20 de ani, în 1693. Împărăteasa Sfântului Imperiu Roman, Eleonore-Magdalena de Neuburg, a decis ca Wilhelmina Amalia să fie nora ei.

## Căsătorie
Ca rezultat, la 24 februarie 1699, ea s-a căsătorit cu fiul Eleonorei, Arhiducele Joseph, moștenitorul împăratului Leopold I. La nunta lor s-a cântat opera Hercule și Hebe de Reinhard Keiser (1674–1739).
Wilhelmina și Iosif au avut trei copii:
- Arhiducesa Maria Josepha (8 decembrie 1699 – 17 noiembrie 1757); ea s-a căsătorit cu August al III-lea al Poloniei.
- Arhiducele Leopold Joseph (29 octombrie 1700 – 4 august 1701); a murit în copilărie.
- Arhiducesa Maria Amalia (22 octombrie 1701 – 11 decembrie 1756); ea s-a căsătorit cu Carol al VII-lea, Împărat Roman